# Ergys Kaçe
Ergys Kaçe (* 8. Juli 1993 in Korça) ist ein albanischer Fußballspieler.

## Karriere

### Vereine
Kaçe wurde in Korça geboren, wanderte aber im Alter von drei Jahren mit seiner Familie nach Griechenland aus. Er begann seine Jugendkarriere bei Achilleas Triandrias. Im Jahr 2005 gelang ihn ein Wechsel zur Jugendakademi von PAOK Thessaloniki. Im Dezember 2010 wechselte Kaçe von der U-18 von PAOK Thessaloniki in den Profibereich. Zu seinem ersten Einsatz kam er am 5. Januar 2011 in der 68. Spielminute in einer Partie gegen Panserraikos in der Super League. In der Spielzeit 2011/12 war er an Anagennisi Epanomi ausgeliehen, danach kehrte er wieder zu PAOK zurück. Dann folgte 2016 eine weitere Ausleihe an Viktoria Pilsen in Tschechien und die Saison 2018/19 verbrachte er leihweise bei Panathinaikos Athen.
Am 31. August 2019 wurde Kaçe erneut bis zur Ende der Saison 2019/20 an den griechischen Superligisten AE Larisa verliehen.
Im Oktober 2020 wechselte Kaçe ablösefrei zu Aris Thessaloniki, den er jedoch am Ende der Saison 2020/21 verließ, um zur Saison 2021/22 zu dem albanischen Erstligisten FK Partizani Tirana zu wechseln. Nach nur wenig überzeugenden Einsätzen und aufgrund seines hohen Gehalts wurde Kaçes Vertrag im Januar 2022 aufgelöst.
Im Februar 2022 wechselte Kaçe zum griechischen Zweitligisten Veria FC und unterschrieb dort einen Vertrag, der ihn bis zum Saisonende bindet. Kurze Zeit später folgte ein Wechsel in die Erste Liga in Litauen zum FK Panevėžys.
Nach nur ein Halbjahr folgte der nächste Wechsel und es ging für Kaçe in die griechische Superliga zum Klub Volos NFC.

### Nationalmannschaft
Sein erstes A-Länderspiel bestritt Kaçe am 7. Juni 2013 bei der WM-Qualifikation 2014 gegen Norwegen. Zuvor hatte er von 2011 bis 2013 vier Partien für die U-21 Albaniens bestritten.
Bei der Fußball-Europameisterschaft 2016 in Frankreich wurde er in das albanische Aufgebot aufgenommen. Im ersten Turnierspiel gegen die Schweiz wurde er im letzten Drittel beim Stand von 0:1 eingewechselt. Es blieb sein einziger Einsatz bis zum Ausscheiden des Teams nach den drei Gruppenspielen.
Am 12. Juni 2019 gab Kaçe auf Instagram bekannt, dass er Tags zuvor gegen Moldawien (2:0) sein letztes Spiel für Albanien gespielt habe.